# Sophie Pécriaux
Sophie Pécriaux (Binche, 18 februari 1967) is een Belgisch politica voor de Franstalige Parti Socialiste (PS).

## Levensloop
Pécriaux behaalde het diploma van licentiate in sociaal werk aan de Université Libre de Bruxelles. Ze begon haar professionele loopbaan als kabinetsmedewerker van federaal minister Magda De Galan en daarna werd ze verantwoordelijke van een dienst voor gezondheidspromotie op scholen.
Ze trad in de politieke voetsporen van haar vader Nestor-Hubert Pécriaux, burgemeester van Morlanwelz en senator voor de PS, en trad op haar zestiende toe tot de PS. Pécriaux was voor het eerst kandidaat bij de Europese verkiezingen van juni 1994 en behaalde toen vanop de onverkiesbare negende plaats van de lijst bijna 13.000 voorkeurstemmen. Een jaar later, bij de Waalse verkiezingen van juni 1995, stond ze als tweede opvolger op de lijst in het arrondissement Thuin. In de jaren nadien bouwde ze een steeds grotere activiteit uit in de PS-federatie van het arrondissement en bij de Waalse verkiezingen van juni 1999 kreeg ze in een partijpoll de derde plaats in het arrondissement Thuin toegewezen. Vermoedens van onregelmatigheden leidden echter tot interne conflicten in de federatie en uiteindelijk werd Pécriaux eerste opvolger. Om haar politieke loopbaan meer kansen te geven, besloot ze uiteindelijk naar Manage in het arrondissement Charleroi te verhuizen.
In oktober 2000 werd Pécriaux verkozen tot gemeenteraadslid van Manage en van december 2006 tot december 2011 was ze er schepen van Opleiding, Gezin, Kinderopvang en Erediensten. In december 2011 verhuisde ze vervolgens naar Seneffe, om er mee de lokale afdeling te versterken, die werd verscheurd door een machtsstrijd die ontstond om de opvolging van de afscheidnemende burgemeester Philippe Busquin. De strubbelingen verzwakten de partij, die bij de gemeenteraadsverkiezingen van oktober 2012 een zware nederlaag leed. Pécriaux nam vervolgens als gemeenteraadslid zitting op de oppositiebanken. Ook na de verkiezingen van oktober 2018 bleven Pécriaux en de PS er in de oppositie.
Pécriaux nam tevens verschillende bestuursmandaten op. Ze werd van 2002 tot 2018 bestuurslid van de federatie van de Socialistische Mutualiteiten van de Centre en Zinnik en van 2005 tot 2007 lid van het directiecomité van IEH, de intercommunale voor elektriciteit van Henegouwen. 
Bij de federale verkiezingen van mei 2003 werd Sophie Pécriaux vanop de achttiende plaats van de PS-lijst in de kieskring Henegouwen verkozen in de Kamer van volksvertegenwoordigers. Ze ging er zich bezighouden met volksgezondheid en sociale zaken. Ze zetelde tot aan de verkiezingen van juni 2007 en stond toen als derde opvolger op de lijst. In december 2007 keerde ze terug naar de Kamer ter vervanging van Christian Dupont, die federaal minister en daarna minister in de Franse Gemeenschapsregering werd. Pécriaux bleef federaal volksvertegenwoordiger tot in juni 2009 en werd toen opgevolgd door Philippe Blanchart.
Bij de Waalse verkiezingen van juni 2009 werd Pécriaux vanop de tweede plaats van de PS-lijst van het arrondissement Charleroi verkozen. Sindsdien zetelt ze in het Waals Parlement en het Parlement van de Franse Gemeenschap, zij het vanaf 2019 voor het arrondissement Zinnik-La Louvière, waar haar gemeente Seneffe in 2018 naar werd overgeheveld. 
In het Waals Parlement was ze van 2009 tot 2017 ondervoorzitter en vervolgens van 2017 tot 2022 secretaris. In 2022 kwam het Waals Parlement onder vuur te liggen wegens financieel wanbeheer en buitensporige uitgaven, waar het bureau, waarvan Pécriaux als secretaris deel uitmaakte, zonder kritische vragen mee instemde. Onder druk van de meerderheidspartijen namen de bureauleden hierdoor allemaal ontslag. Eveneens was ze er van 2009 tot 2014 lid van de commissie Gezondheid, Sociale Actie en Gelijke Kansen en van 2014 tot 2017 lid van de commissie Openbare Werken, Sociale Actie en Gezondheid. Van 2017 tot 2019 zetelde ze in de commissie Sociale Actie, Gezondheid en Openbaar Ambt en van 2019 tot 2024 in de commissie Leefmilieu, Natuur en Dierenwelzijn. Daarnaast was ze van 2019 tot 2024 voorzitter van de commissie voor gelijke kansen tussen mannen en vrouwen.
In het Parlement van de Franse Gemeenschap was Pécriaux van 2009 tot 2014 lid van de commissie Cultuur, Media, Bioscopen, Gezondheid en Gelijke Kansen, zetelde ze van 2014 tot 2019 in de commissie Onderwijs voor Sociale Promotie, Jeugd, Vrouwenrechten en Gelijke Kansen en van 2018 tot 2019 in de commissie Cultuur en Kind en was ze van 2019 tot 2023 lid en van 2023 tot 2024 vicevoorzitter van de commissie Kind, Gezondheid, Cultuur, Media en Vrouwenrechten.

## Privé
In 2006 werd bekend dat Pécriaux een relatie was begonnen met Rik Daems, politicus voor Open Vld en voormalig minister. Het koppel kreeg een dochter en trad in 2010 in het huwelijk.